# 1800 Aguilar
1800 Aguilar eller 1950 RJ är en asteroid i huvudbältet som upptäcktes den 12 september 1950 av den argentinske astronomen Miguel Itzigsohn vid La Plata observatoriet. Den har fått sitt namn efter astronomen F. A. Aguilar.
Asteroiden har en diameter på ungefär 7 kilometer.